# Lijst van Nederlandse satirische televisieprogramma's
Deze pagina bevat een overzicht van alle Nederlandse satirische televisieprogramma's:

### AVRO
- Koefnoen[noot 1]
- Medialand
- NeonLetters

### AVROTROS

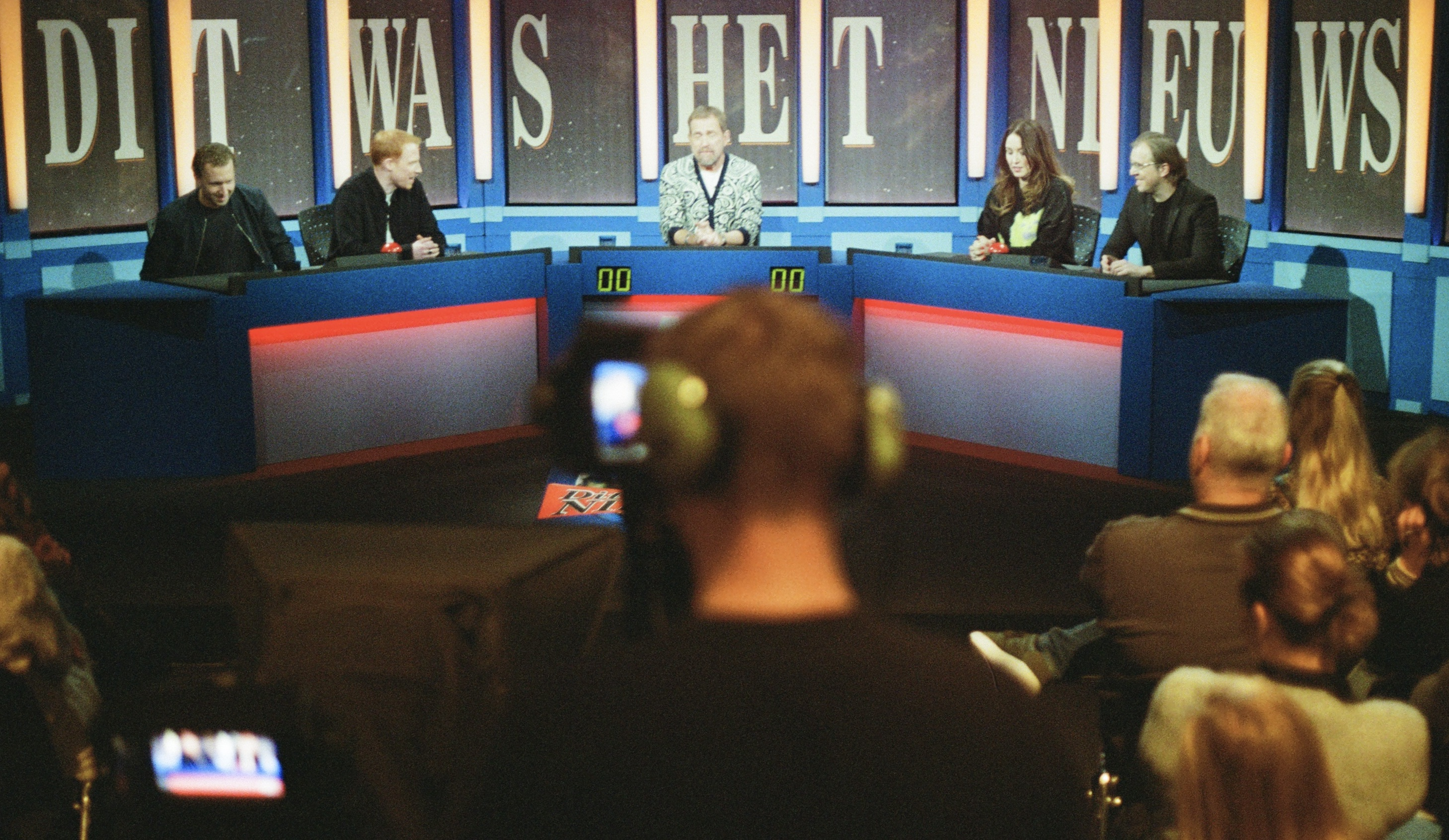
Opnames van Dit Was Het Nieuws. (2023)

- Dit Was Het Nieuws[noot 2]
- Draadstaal[noot 3]
- Koefnoen[noot 4]
- Koningshuis the Musical
- De Luizenmoeder
- Voor de Show

### BNN
- Egoland
- De Nieuwste Show[noot 5]

### BNNVARA

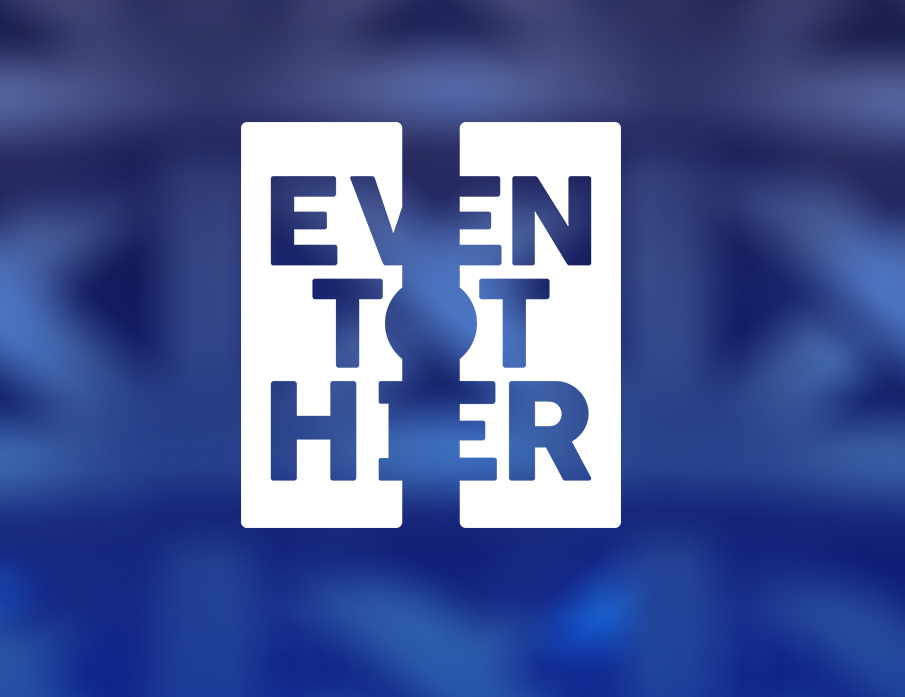
Logo van Even tot hier.

- Even tot hier
- Hotel Hollandia
- Kanniewaarzijn[noot 6]
- De Kwis[noot 7]
- Sanne Wallis de Show
- Spaanders
- Van de Week

### Comedy Central
- The Daily Show

### KRO-NCRV
- Ook dat nog![noot 8]

### KRO
- Ook dat nog![noot 9]
- Spotlicht

### NCRV
- Farce Majeure
- Wat een wereld

### NPS
- De Nieuwste Show[noot 10]

### NTR
- CAST
- Klikbeet
- Nieuw Zeer
- Promenade
- Vlogmania

### RTL
- Dit Was Het Nieuws[noot 11]
- LUBACH
- De TV Kantine

### Talpa
- Koppensnellers
- Wat een poppenkast!

### TROS
- Wegtrekkers & Animal Crackers
- Dit Was Het Nieuws[noot 12]

### VARA
- Cojones
- Daar Vliegende Panters
- Hadimassa
- Hoe bestaat het

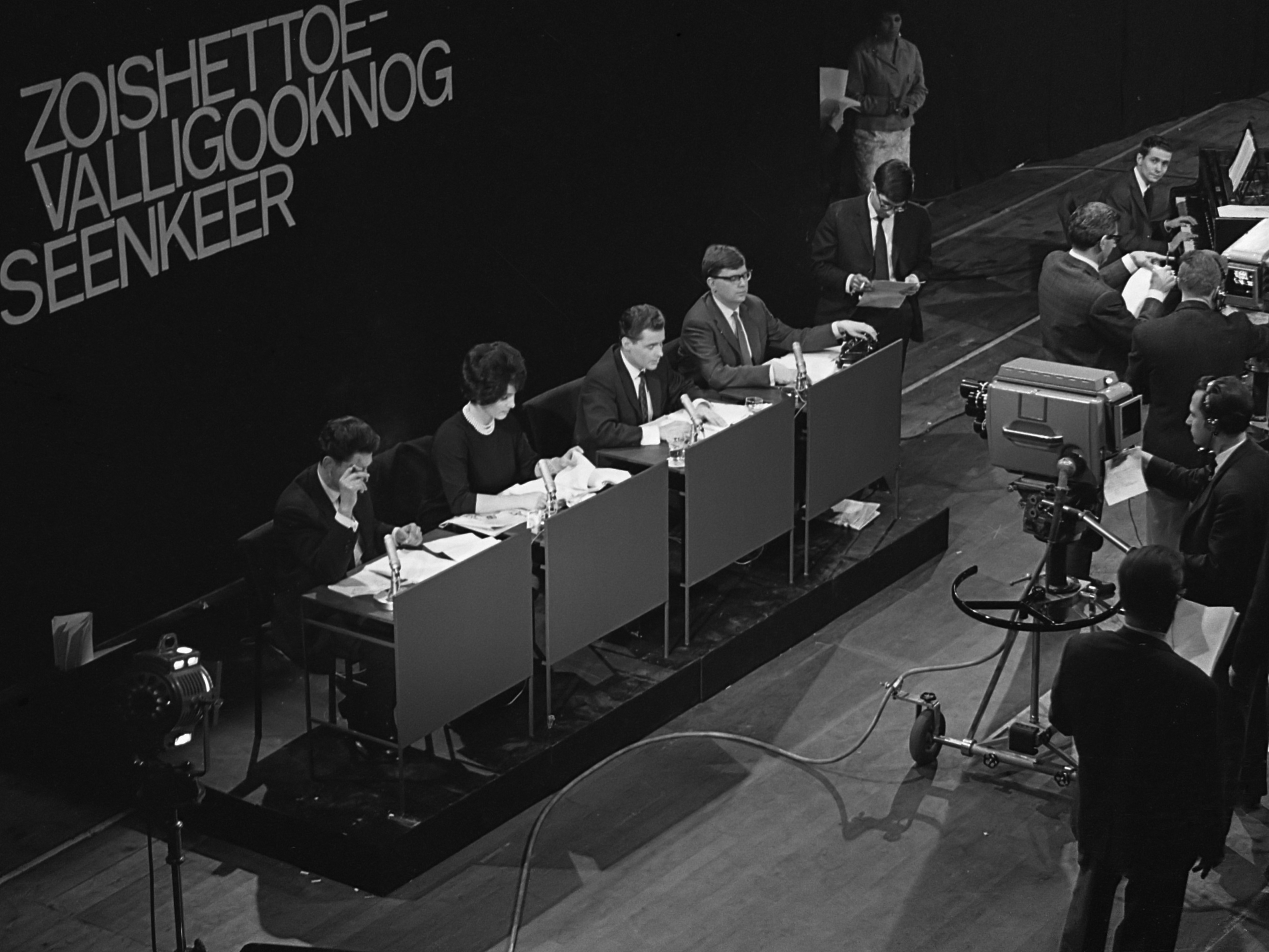
Opnames van Zo is het toevallig ook nog 's een keer. (1963)

- J.J. De Bom voorheen De Kindervriend
- Kanniewaarzijn[noot 13]
- Kopspijkers
- De Kwis[noot 14]
- Panache
- Pisa
- De Stratemakeropzeeshow
- Studio Spaan
- Van Zon op Zaterdag
- Zo is het toevallig ook nog 's een keer

### Veronica
- Verona

### VPRO

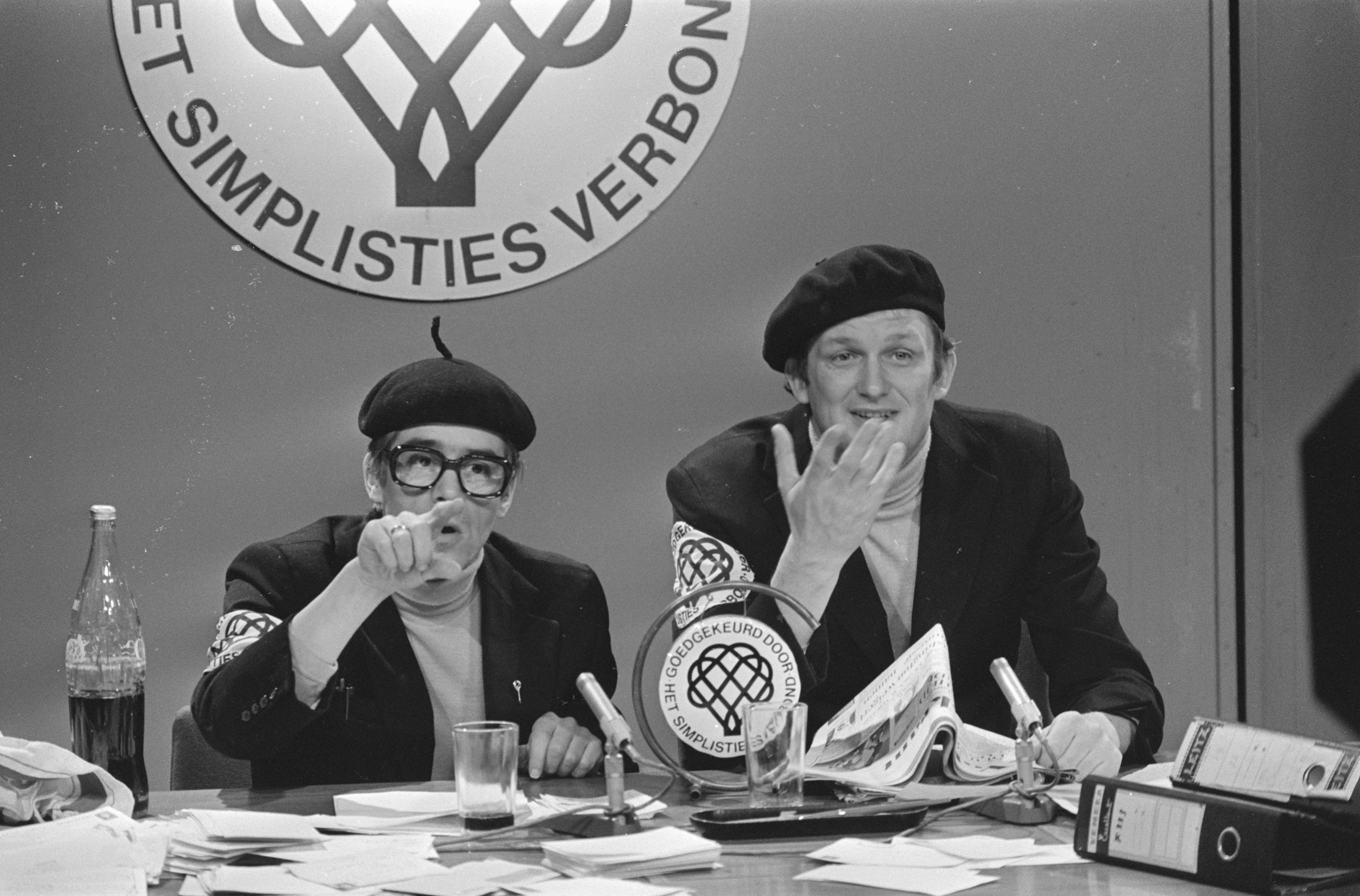
Van Kooten en De Bie tijdens de opnames van Het Simplisties Verbond. (1976)

- 30 minuten
- De Avondshow met Arjen Lubach
- Barend Blijf Aan De Gang
- Draadstaal[noot 15]
- Jiskefet
- Keek op de Week
- Kreatief met Kurk
- Makkelijk Scoren
- Plakshot
- Simplisties Verbond
- Theo en Thea
- Toren C
- Van Kooten en De Bie
- We zijn weer thuis
- Zondag met Lubach

30 minuten ·
De Avondshow met Arjen Lubach ·
Barend blijft aan de gang ·
CAST ·
Cojones ·
Daar Vliegende Panters ·
The Daily Show ·
Dit Was Het Nieuws ·
Draadstaal ·
Egoland ·
Even tot hier ·
Farce Majeure ·
Hadimassa ·
Hoe bestaat het ·
Hotel Hollandia ·
Jiskefet ·
J.J. De Bom voorheen De Kindervriend ·
Kanniewaarzijn ·
Keek op de week ·
Klikbeet ·
Koefnoen ·
Koningshuis the Musical ·
Kopspijkers ·
Koppensnellers ·
Kreatief met Kurk ·
De Kwis ·
LUBACH ·
De Luizenmoeder ·
Makkelijk Scoren ·
Medialand ·
NeonLetters ·
Nieuw Zeer ·
De Nieuwste Show ·
Ook dat nog! ·
Panache ·
Pisa ·
Plakshot ·
Promenade ·
Sanne Wallis de Show ·
Simplisties Verbond ·
Spaanders ·
Spotlicht ·
De Stratemakeropzeeshow ·
Studio Spaan ·
Theo en Thea ·
Toren C ·
De TV Kantine ·
Van de Week ·
Van Kooten en De Bie ·
Van Zon op Zaterdag ·
Verona ·
Vlogmania ·
Voor de Show ·
Wat een poppenkast! ·
Wat een Wereld ·
Wegtrekkers & Animal Crackers ·
We zijn weer thuis ·
Zondag met Lubach ·
Zo is het toevallig ook nog 's een keer